# 사마르다람쥐
사마르다람쥐(Sundasciurus samarensis)는 다람쥐과에 속하는 설치류의 일종이다. 필리핀의 토착종이다. 자연 서식지는 아열대 또는 열대 기후 지역의 건조림이다. 서식지 감소로 위협을 받고 있다.

## 분포 및 서식지
필리핀의 토착종으로 사마르섬과 레이테 제도에서 알려져 있다. 저지대 숲과 산지림의 일차림과 이차림에 아주 널리 분포하는 것으로 추정하고 있다.